# Dubliopyt
„Dubliopyt” (bułg. Дубльорът) – bułgarski dramat filmowy z 1974 roku, reżyserii Ilija Wełczewa, ze scenariuszem Rajny Tomowej. Premiera filmu odbyła się 18 października 1974 roku.

## Obsada
| Aktor               | Rola            |
| ------------------- | --------------- |
| Madlen Czołakowa    | Elena           |
| Irinej Konstantinow | Iwan            |
| Dosjo Dosew         | Kałojanow       |
| Naum Szopow         | Bojan Panow     |
| Wioleta Donewa      | Irina           |
| Dimityr Miłuszew    | dyrektor        |
| Wełko Kynew         | Bożo            |
| Jordan Pejczew      | Raszid          |
| Todor Georgiew      | gruby           |
| Jurij Angełow       | Wasił           |
| Iwan Złatarew       | lekarz          |
| Iwan Grigorow       | Lubczo Trifonow |
| Ludmiła Petrowa     | dziewczyna      |
| Georgi Kolew        | kierowca        |